# Cuenta
Cuenta,  es el elemento básico y central en la contabilidad y en los servicios de pagos. También es la mínima unidad contable capaz de resumir un hecho económico. La cuenta contable es la representación valorada en unidades monetarias de cada uno de los elementos que componen el patrimonio de una empresa y del resultado de la misma, permite el seguimiento de la evolución de los elementos en el tiempo. Por lo tanto, hay tantas cuentas como elementos patrimoniales que tenga la empresa y, en consecuencia, el conjunto de cuentas de una empresa supone una representación completa del patrimonio y del resultado de la empresa.
Las transacciones económicas se recogen en la contabilidad a través de las variaciones en el valor. De las distintas cuentas, facilitando el registro de las operaciones contables en los libros de contabilidad. Cada cuenta se configura por un título que hace referencia al elemento que representa, un código numérico que la identifica y un valor de la misma, gráficamente se representan como una T, que recoge las anotaciones o movimientos de la cuenta, donde a la parte izquierda de la T, se llama «débito» o «debe» y a la parte derecha «crédito» o «haber», sin que estos términos tengan ningún otro significado más que el indicar una pura situación física dentro de la cartuja

## Tipos de cuenta
Existen dos tipos de cuenta: de patrimonio y de gestión. Las cuentas de patrimonio aparecerán en el Balance y pueden formar parte del activo o del pasivo (y dentro de este, del pasivo exigible o de los fondos propios o neto). Las cuentas de gestión son las que reflejan ingresos o gastos y aparecerán en la cuenta de pérdidas y ganancias.
Independientemente de si las cuentas son de patrimonio o de gestión, también se dice que por su naturaleza son deudoras o acreedoras. Las cuentas son acreedoras cuando siendo de patrimonio se refieren a un pasivo o siendo de gestión se refieren a un gasto y son deudoras cuando siendo de patrimonio se refieren a un activo o se refieren a un ingreso. Una cuenta complementaria de activo o de pasivo puede invertir la lógica anterior, por ejemplo la estimación para cuentas incobrables o de inventarios obsoletos o de lento movimiento que siendo cuentas de activo su naturaleza es acreedora. También podemos tener cuentas complementarias en las cuentas de gestión.
Un tipo muy común de cuenta son las cuentas corrientes, estas son cuentas que en cualquier momento pueden ser deudoras o acreedoras y su naturaleza la define solamente el hecho de si son cuentas de patrimonio o de gestión, y más aún dentro de las clasificaciones anteriores es, su ubicación específica dentro del estado financiero, no olvidemos son cuentas que pueden ser: deudoras o acreedoras.

## Terminología
En relación con las cuentas, se suelen utilizar los siguientes términos:
- Cargar, adeudar o debitar: registrar un valor en el debe de una cuenta.
- Abonar, acreditar o datar: registrar un valor en el haber de una cuenta.
- Saldo: diferencia entre la suma de los importes registrados en el debe y los registrados en el haber de una determinada cuenta. La cuenta puede tener:
  - saldo deudor, cuando la suma de los valores registrados en su debe es mayor que la de los registrados en su haber (D > H);
  - saldo acreedor en caso contrario (D < H);
  - saldo cero cuando la suma de los valores del debe y haber son iguales (D = H).
- Saldar: consiste en efectuar una anotación por el importe del saldo en el debe de la cuenta, si su saldo es acreedor, o en el haber si es deudor, de tal forma que resulte un saldo cero.
- Cerrar: saldar una cuenta y no volver a registrar ninguna otra operación en la misma durante un determinado período

## Funcionamiento
Los sistemas de funcionamiento de las cuentas son el sistema administrativo y el sistema especulativo.

### Sistema administrativo
Los valores que registra la cuenta que representa un determinado elemento patrimonial tienen un carácter homogéneo, lo que supone que los cargos y los abonos que recoge atienden a al mismo criterio de valoración (precio de adquisición, valor de reintegro, valor de reembolso, etc.). Tienen dos características prácticas destacables:
- El importe del saldo de la cuenta coincide con el valor del elemento patrimonial que representa, según el criterio de valoración que proceda.
- Las diferencias de neto generadas en las transacciones en la que el elemento patrimonial está implicado se recoge en una cuenta de resultados.

### Sistema especulativo
El sistema especulativo consiste en la posibilidad de registrar valores en una determinada cuenta según criterios heterogéneos. Así coinciden en una misma cuenta valores calculados en función del precio de adquisición con los calculados en función del precio de venta. En consecuencia:
- La cuenta queda desajustada porque su saldo no refleja el valor del elemento patrimonial representado en un momento dado. Es necesario periódicamente ajustarla, depurando las diferencias de neto patrimonial recogidas a través de los valores de ventas, calculando el resultado de la siguiente manera: Resultado = Ventas - (Existencias iniciales + Compras - existencias finales). Es necesario también, en el momento de practicar el ajuste, determinar el valor de las existencias finales del bien de que se trate extracontablemente.
- La ganancia o pérdida producida tras cada alteración en la que esté implicada la cuenta no se registra de forma automática para cada operación, practicándose al final del período, para que la cuenta de resultados recoja, globalmente, el resultado del conjunto de operaciones según la fórmula de cálculo ya descrita y  específica.

## Cuentas de activo, características y su estructura
Una entidad tiene un activo cuando debido a un hecho ya ocurrido, controla los beneficios económicos que produce un bien (material o inmaterial, con valor de uso o de cambio para el ente).
Un bien tiene valor de cambio cuando existe la posibilidad de:
- Canjearlo por efectivo o por otro activo.
- Utilizarlo para cancelar una obligación.
- Distribuirlo entre los propietarios del ente económico.

Un bien tiene valor de uso cuando el ente puede emplearlo en alguna actividad productora de ingresos.
Es importante mencionar que la cuenta de activo se encuentra clasificada en: Activo circulante, Activo fijo o Activo no circulante y Activo diferido o Cargo diferido. Representando siempre las cuentas activas los bienes y derechos que son propiedad de la empresa.

### Estructura
La cuenta se divide en 2 partes una de ellas se encarga del aumento del valor mientras que la otra de lo que disminuye.
Esta se compone en T el lado izquierdo es el «debe» y el lado derecho el «haber».

### Características
Algunas propiedades básicas de los activos en sus diferentes presentaciones o clasificaciones para que sean reconocidos como tal y sean presentados en los diversos estados financieros son:
- Recursos.
- Identificables.
- Cuantificables.
- Tener su origen en operaciones pasadas.

### Activo corriente o circulante
Son el efectivo y aquellos bienes o derechos que se espera convertir en efectivo o consumir dentro del ciclo normal de las operaciones de la empresa. Por ciclo normal de operaciones se entiende el tiempo promedio en que el efectivo invertido en materia prima se convierte de nuevo en efectivo pasando por las etapas de producción, venta y recaudo de cuentas por cobrar; esto para el caso de empresas manufactureras. En empresas comerciales, por su misma naturaleza, se omite el proceso productivo. Si el ciclo normal operativo es menor de un año, se considerarán activos corrientes aquellos bienes que se convierten en efectivo o se consumen en menos de un año; si es mayor de un año se aplicará este criterio en la clasificación. Es costumbre considerar como corto plazo el período menor de un año.
Las partidas del activo corriente más importantes son el efectivo, las inversiones temporales (fácilmente convertibles en efectivo), las cuentas por cobrar o cartera y los inventarios (materia prima, productos en proceso y productos terminados). Estas partidas usualmente reciben el nombre de capital de trabajo. De menor importancia, dentro del grupo de activos corrientes, figuran los gastos pagados por anticipado, tales como seguros e intereses. 

El orden de presentación de las principales cuentas del activo circulante de una entidad comercial, en atención a su mayor y menor grado de disponibilidad, es el siguiente:
- Caja (Dinero). Es el dinero en efectivo, propiedad de la empresa, el cual está representado por monedas y billetes de banco, así como cheques, pagares (buches) de tarjetas de crédito, giros postales, bancarios y telegráficos recibidos de otras entidades; esta cuenta aumenta cuando la empresa recibe dinero en efectivo, disminuye cuando paga con dinero en efectivo; es cuenta del activo porque representa el dinero en efectivo propiedad de la entidad.

- Fondo fijo de caja chica. Representa el dinero en efectivo, propiedad de la empresa, destinado para liquidar los pagos menores; en México, la Ley del Impuesto Sobre la Renta (LISR), en sus artículos 31, fracción III, y 172, fracción IV, establece que su monto no debe excederse a $2000.00; esta cuenta principia con el fondo promedio estimado de los pagos menores que cubre la empresa durante un periodo determinado, por ejemplo, una semana, una quincena, un mes, etc., agregando a dicho promedio un pequeño margen; aumenta cuando el fondo por no ser suficiente se incrementa, disminuye cuando el fondo, por ser exclusivo, se reduzca; es cuenta del activo porque representa dinero en efectivo propiedad de la entidad.

- Bancos. Representa el valor de los depósitos hechos en instituciones bancarias a favor de la entidad; esta cuenta aumenta cuando la empresa deposita dinero o valores al cobro, disminuye cuando expide cheques en contra del banco; es cuenta del activo porque representa el valor del dinero depositado en instituciones bancarias que es propiedad de entidad.

- Inversiones temporales.  Son las que están representadas por acciones y otros valores de inmediata realización, que la empresa adquiere en casas de bolsa o en otros organismos del sector financiero, con el propósito de obtener un rendimiento o ganancia en plazo corto, y evitar con ello que su efectivo disponible no produzca un beneficio; esta cuenta aumenta cuando la entidad adquiere acciones, bonos, obligaciones, cédulas hipotecarias, bonos de prenda, etcétera, disminuye cuando los vende; es cuenta del activo porque representa el importe de las acciones y otros valores de inmediata realización que son propiedad de la entidad.

- Mercancías, inventarios o almacén: Mercancías son todos aquellos valores que se hacen objeto de compra o venta; esta cuenta aumenta cuando la empresa compra o le devuelven mercancías, disminuye cuando los vende o devuelve mercancías; es cuenta del activo porque representa el valor de las mercancías que son propiedad de la entidad, aunque lo es únicamente al comenzar y al terminar el ejercicio; más adelante se explicará que, durante el ejercicio es cuenta mixta.

- Clientes. Son las entidades que deben a la empresa por haberles vendido mercancías a crédito, sin exigirle especial garantía documental; esta cuenta aumenta cada vez que la empresa vende mercancías a crédito, disminuye cuanto los clientes pagan total o parcialmente su cuenta, devuelven mercancías o se les concede algún descuento o rebaja; es cuenta del activo porque representa el valor de las ventas efectuadas a crédito que la empresa tiene el derecho a cobrar.

- Documentos a cobrar: Son los títulos de crédito a favor de entidad, tales como letras de cambio y pagarés; esta cuenta aumenta cada vez que la entidad recibe letras de cambio o pagares a su favor, disminuye cada vez que la empresa cobra, endosa o cancela uno de estos documentos; es cuenta del activo porque representa el valor nominal de las letras de cambio y pagarés que la empresa tiene el derecho de cobrar. Los documentos a cobrar más utilizados son los pagares y letras de cambio. Tienen muchas ventajas importantes como, que algunos bancos aceptan ciertos documentos por cobrar, es decir, la empresa lo puede convertir en efectivo en el banco que desee. Los documentos a cobrar se clasifican dependiendo de su origen: a cargo de clientes, a cargo de compañías afiliadas, empleados, y demás, de forma separada de los provenientes de ventas y servicios de los que sean otro origen.

- Deudores diversos: Son las entidades que le deben a la empresa por un concepto distinto al de venta de mercancías; esta cuenta aumenta cada vez que a la empresa le quedan a deber por un concepto distinto de la venta de mercancías, por ejemplo al prestar dinero en efectivo, al vender a crédito cualquier valor que no sea mercancía, etcétera, disminuye cuando dichas entidades pagan total o parcialmente su cuenta o devuelven los valores que estaban a su cargo; es cuenta del activo porque representa el importe de los adeudos que no sean por venta de mercancías a crédito que la empresa tiene el derecho de cobrar.

- Anticipo a proveedores:Es el valor del anticipo a cuenta de pedidos que la empresa entrega a proveedores; su finalidad es asegurar el suministro oportuno de mercancías o servicios que requiere; esta cuenta aumenta cada vez que la empresa efectúe anticipos a proveedores a cuenta de futuras compras de mercancías o servicios; disminuye por el importe de la amortización o cancelación del anticipo cuando la entidad liquida el saldo a favor de los proveedores y ellos entreguen facturado el pedido; también disminuye por la devolución del importe del anticipo cuando se cancela algún pedido debido al incumplimiento del proveedor; es cuenta del activo porque representa el importe de los anticipos entregados a cuenta de pedidos de mercancías o servicios que la entidad tiene el derecho de exigir le sean devueltos si los proveedores no cumplen oportunamente con la entrega de lo convenido en el contrato celebrado.

### Activo fijo o no circulante
Esta clasificación de activos está formada por todos los bienes y derechos de la empresa que se han adquirido con el propósito de usarlos para beneficio de la empresa y no ponerlos en venta al público a menos de que se incurra en bancarrota y no se tenga liquidez para cubrir ciertas deudas o gastos pendientes con proveedores o clientes.
De las cuentas principales del activo fijo se encuentran las siguientes:
- Terrenos: predios pertenecientes a la empresa.

- Edificios: construcciones que son propiedad de la empresa.

- Mobiliario y equipo: escritorios y equipo de los mismos, sillas, mesas, libreros, lámparas, etc. Todo lo que pertenezca a la decoración de la empresa.

- Equipo de cómputo: todas las máquinas como laptops, pc, tabletas, etc. que contribuyan mayor facilidad de trabajo.

- Equipo de entrega de reparto: Se entiende que son todos los vehículos de transporte con los cuales se hace entrega de productos o se realizan servicios propios del giro de la empresa.

- Depósitos de garantía: Se forma de los contratos por los cuales se amparan las cantidades que se dejan en guardia para garantizar valores que la empresa va a disfrutar.

### Activo diferido, o cargo diferido
Esta cuenta está constituida por todos aquellos pagos que se tuvieron que pagar por anticipado. Se consideran como activos porque por la misma naturaleza de pago anticipado, la empresa puede disfrutar de productos o servicios para su operación diaria. Algo importante por mencionar es que este tipo de activos van perdiendo su valor mediante el uso o doce de los productos o servicios adquiridos.
Algunas de las principales cuentas de activo diferido son:
- Gastos de instalación: Son todos aquellos gastos que se tienen que realizar para acondicionar la empresa.

- Papelería y útiles: Se refiere a todos los artículos de oficina tales como recibos, lápices, plumas, tarjetas de presentación, correctores, etc. que sirven como complemento de las funciones de oficina.

- Propaganda y publicidad: Todo lo relacionado con materiales de promoción y publicidad que ayudan a dar presencia o mejorar la imagen de la empresa en la mente de sus consumidores.

- Primas de seguro: Entiéndase todos los pagos que hace la empresa a las compañías aseguradoras con las que se tenga contrato para salvaguardar todos los bienes que formen parte de la empresa.

- Rentas pagadas por anticipado:  Es el importe que se le paga al dueño del lugar donde se encuentra operando la empresa, llámese terreno, bodega, local u oficina. Este importe puede ser adelantado por mes o por año.

- Intereses pagados por anticipado: Es semejante a la renta pagada por anticipado, solo que en este concepto lo que se paga de manera anticipada son los intereses que se deben al banco originarios de un préstamo o crédito bancario.[3]

## Cuentas de pasivo
Las cuentas del pasivo representan las deudas y obligaciones que posea la empresa o entidad económica. Estas cuentas aumentan con un abono y disminuyen con un cargo.
Las cuentas principales del pasivo son:
A corto plazo: 
- Proveedores.

Representa la obligación que la empresa paga a sus proveedores por las compras de mercancías a crédito , documentadas o no.
- Documentos por pagar.
- 'Acreedores diversos.

Representa la obligación de pagar por las compras de conceptos distintos a las de mercancía a crédito .
- Anticipo de clientes.
- Impuesto sobre la renta por pagar (ISR).
- Participación de los trabajadores en las utilidades (PTU) por pagar.
- Intereses cobrados por anticipado.

- Rentas cobradas por anticipado.
- I.V.A. trasladado.
- I.V.A. por trasladar.
- I.V.A. por pagar.

A largo plazo: 
- Documentos por pagar a largo plazo.
- Acreedores hipotecarios.
- Acreedores bancarios.
- Intereses cobrados por anticipado a largo plazo.
- Rentas cobradas por anticipado a largo plazo.

## Cuentas de patrimonio neto
- Capital social.
- Utilidad o pérdida de ejercicios anteriores.
- Reserva legal.
- Utilidad del ejercicio.
- Pérdida del ejercicio.